# Fernando del Solar (presentador)
No confundir con; exfutbolista peruano Fernando del Solar
Fernando Martín Cacciamani Servidio (Buenos Aires, 5 de abril de 1973-Cuernavaca, Morelos, 30 de junio de 2022), conocido como Fernando del Solar, fue un presentador de televisión, modelo y actor argentinomexicano.
Destacó principalmente por su trabajo para la televisora TV Azteca, donde sobresalió por haber presentado programas como Sexos en guerra, Venga la alegría, y La vida es una canción. También colaboró brevemente con la empresa Televisa entre 2017 y 2018, donde fue uno de los presentadores del matutino Hoy.

## Biografía y carrera

### 1973-1991: primeros años
Fernando Martín Cacciamani Servidio nació el 5 de abril de 1973 en Buenos Aires, siendo hijo del comerciante Norberto Cacciamani, y Rosa Lina Servidio. Sus bisabuelos provenían de una familia de inmigrantes italianos, radicados en Argentina debido a la Segunda Guerra Mundial. Se recibió como técnico electrónico en la escuela secundaria. Gracias a un profesor de su escuela que enseñaba historia del arte y daba clases de teatro, se interesó por la actuación.

### 1991-1998: inicios y emigración a México
En su natal Argentina, fue modelo por un tiempo. Sus inicios como actor se dieron en su país, donde participó en la serie Brigada cola. Además de la actuación, participó brevemente como miembro de un grupo musical llamado, «La porra del ritmo».
Con la finalidad de crecer profesionalmente, emigró a México a los 22 años de edad. Sus inicios en el país fueron trabajando como mesero y vendiendo cursos de computación, mientras realizaba apariciones como extra en algunos comerciales.

### 1998-2012: trabajos con TV Azteca
Su carrera formal dentro del medio artístico comenzó con la televisora TV Azteca, donde se desempeñó como actor y participó en telenovelas como Perla de 1998, y Háblame de amor de 1999. Posteriormente, fue colocado como presentador del programa Insomnia en 2001 y Sexos en guerra en 2002; en este último, conoció a la que sería su futura esposa y madre de sus dos hijos, Ingrid Coronado.
Otros trabajos importantes que realizó con Azteca, incluyeron un protagónico en la telenovela Top Models de 2005, y un año después, se integro al reparto de presentadores del programa Venga la alegría, en el que permaneció hasta 2012.

### 2012-2022: problemas de salud y proyectos posteriores
El 12 de julio de 2012, fue diagnosticado con cáncer. Debido a esto, se ausentó de la televisión por un corto periodo de tiempo, pero regresó el mismo año como presentador de La Academia 10 Años, junto a Ingrid Coronado. En 2013, concluyó su participación como presentador de la emisión La vida es una canción, en el que había permanecido desde 2010.
Tras la conclusión de su contrato con TV Azteca, en 2017, se integró como uno de los presentadores del programa Hoy de Televisa, en el que estuvo hasta 2018. El mismo año, volvió a Azteca para ser uno de los presentadores del programa Todo un show, donde trabajó hasta su cese de producción en 2019.
Sus últimos proyectos se centraron en dar conferencias motivacionales, en la escritura, lanzando ¡Arriba los corazones!: La muerte como reafirmación de la vida, un libro en el que habló sobre su carrera y su experiencia con el cáncer, colaborando con la revista EstiloDF, y administrando un canal en YouTube.

## Vida personal
En 2008, inició una relación con la también presentadora Ingrid Coronado, con quien se casó el 5 de mayo de 2012 y procreó dos hijos, Luciano y Paolo. En 2015 se separaron. Sería reportado que la razón de su divorcio se debió a problemas que ambos tenían, la mala relación que Coronado llevaba con la familia de Fernando, y también por el cáncer que padecía.
El 22 de marzo de 2022, Del Solar contrajo matrimonio por segunda vez con una mujer llamada Anna Ferro, con quien permaneció hasta el final de su vida.

## Enfermedad y muerte
El 16 de julio de 2012, anunció en televisión que se le había detectado un tumor en el pulmón, motivo por el que en ese entonces tuvo que abandonar su trabajo como presentador del programa matutino Venga la alegría. Ese tumor resultó ser cáncer linfático. Luchó contra esta enfermedad por varios años más e incluso se le llegó a reportar como grave en algunas ocasiones, al punto de llegar a terapia intensiva. A raíz del cáncer, también lidió con problemas de depresión y en palabras dichas por él «quería morirse», pues este padecimiento provocó su divorcio, la pérdida de trabajo y dinero.
El 30 de junio de 2022 durante una emisión de Venga la alegría, se informó que Del Solar había fallecido a los 49 años de edad, 18 días después de la muerte de su padre ocurrida el día 12 del mismo mes y año. Al día siguiente el 1 de julio, se informó que su deceso se dio en su hogar ubicado en Cuernavaca, Morelos, y sus restos fueron trasladados desde ese lugar a Ciudad de México, en donde se realizó su funeral. Adicional a esto, su esposa Ana Ferro comentó que su causa de muerte se debió a una neumonía derivada por una gripe que comenzó a agravarse tras una bajada de defensas que probablemente se produjo por la debilidad con la que sus pulmones contaban debido a su cáncer, así como por el impacto emocional que tuvo por la muerte de su papá; además de añadir que Fernando le pidió ser cremado.

## Discografía

### Sencillos
- ¡Arriba los corazones! (2018)

## Filmografía

### Cine
| Año  | Título      | Papel  |
| ---- | ----------- | ------ |
| 2005 | Don de Dios | El Ché |

### Televisión
| Año             | Título                         | Papel                  | Notas |
| --------------- | ------------------------------ | ---------------------- | --- |
| 1998-99         | Perla                          | Daniel Altamirano      | |
| 1999            | Háblame de amor                | Arnoldo «el Suavecito» | |
| 2001            | Insomnia                       | Él mismo               | Presentador |
| 2001, 2005      | Lo que callamos las mujeres    | Varios personajes      | 3 episodios; Temporada 1, episodio 6: «Mi rival» (2001) Temporada 1, episodio 38: «Blanca Flor» (2001) «¿Me veo bien?» (2005) «Los clavos en las manos» (2005) |
| 2002-05         | Sexos en guerra                | Él mismo               | Presentador |
| 2003            | Un nuevo amor                  | Personaje desconocido  | |
| 2005            | Top models                     | Valentín               | |
| 2005            | Bailando por un millón         | Él mismo               | Presentador |
| 2006-2012, 2019 | Venga la alegría               | Él mismo               | Presentador |
| 2008            | Premios Fox Sports 6ta Edición | Él mismo               | Presentador |
| 2010-11         | Lotería mexicana               | Él mismo               | Presentador |
| 2010-13         | La vida es una canción         | Él mismo               | Presentador |
| 2012            | La Academia 10 Años            | Él mismo               | Presentador |
| 2014            | El Volkswagen de tu vida       | Él mismo               | Presentador |
| 2014            | Gánale al Chef                 | Él mismo               | Presentador |
| 2017            | El Vato                        | MC                     | Temporada 2, episodio 4: «Power for the People» |
| 2017            | Mula de Tres                   | Personaje desconocido  | |
| 2017            | La familia de mi ex            | Ángel                  | Telefilme |
| 2017-18         | Hoy                            | Él mismo               | Presentador |
| 2017, 2019      | Miembros al aire               | Él mismo               | Invitado Episodio del 5 de junio de 2017 Episodio del 23 de mayo de 2019                                                                                       |
| 2019            | Bla Bla Show                   | Él mismo               | Presentador |
| 2019            | Todo un show                   | Él mismo               | Presentador |

### Vídeos musicales
| Año  | Título        | Artista        | Papel           |
| ---- | ------------- | -------------- | --------------- |
| 1997 | Tu reputación | Ricardo Arjona | Joven enamorado |